# Obléhání Gyuly (1566)
Obléhání Gyuly bylo vojenské obléhání, které podnikla Osmanská říše od července do září roku 1566 proti městu Gyula, ležícímu na Vojenské hranici a tehdy pod vládou Habsburků. Bylo součástí habsbursko-osmanské války v letech 1565–1568 a širšího konfliktu známého jako Malá válka v Uhrách. Hrad kapituloval po dvou měsících odolávání osmanskému útoku, což z něj činí nejdelší obléhání 16. století v Uhersku.

## Pozadí
Dne 29. srpna 1526 byly síly Uherského království poraženy Osmanskou říší v bitvě u Moháče. Uhersko i Chorvatsko se poté staly spornými územími, na která si činily nárok jak Habsburská, tak Osmanská říše. Dne 1. ledna 1527 svolali chorvatští šlechtici sněm v Cetinu, kde jednomyslně zvolili Ferdinanda I., arcivévodu rakouského, za svého krále. Ferdinand jim na oplátku slíbil ochranu proti osmanským nájezdům.
Obléhání Vídně v roce 1529 bylo prvním pokusem Sulejmana Nádherného o dobytí rakouského hlavního města. Toto obléhání znamenalo vrchol osmanské moci a největší rozsah osmanské expanze do střední Evropy. Po neúspěchu tohoto tažení zahájil Ferdinand v roce 1530 protiútok, aby získal zpět iniciativu. Sulejman odpověděl v roce 1532 tažením s obrovskou armádou o více než 120 000 mužích, kteří znovu oblehli Vídeň. Ferdinand se stáhl, ponechal v pevnosti Güns jen 700 mužů bez děl a s několika puškami. Sulejman dorazil krátce po zahájení obléhání Günsu. Městu byla nabídnuta kapitulace za výhodných podmínek, kterou však obránci odmítli, a Osmané se následně stáhli, což vedlo k uzavření mírové smlouvy mezi Ferdinandem a Sulejmanem. Jan Zápolský byl Habsburky uznán jako uherský král, avšak v postavení osmanského vazala.
V roce 1537 Ferdinand porušil mírovou smlouvu útokem na Zápolského síly u Osijeku. Toto obléhání skončilo katastrofou srovnatelnou s bitvou u Moháče, když osmanská armáda zničila rakouské jednotky u Gorjani. Namísto dalšího útoku na Vídeň Sulejman vpadl do Otranta v jižní Itálii. V roce 1538 Osmané v námořní bitvě u Prevezy porazili koalici vedenou Habsburky.
Další ponižující porážku Habsburkové utrpěli v roce 1541 během obléhání Budína. V dubnu 1543 zahájil Sulejman další tažení v Uhrách, při němž dobyl pevnost Bran a další strategické body, čímž obnovil osmanskou nadvládu nad značnou částí Uher. V srpnu 1543 Osmané uspěli v důležitém obléhání Ostřihomi. Následovala další mírová dohoda mezi Habsburky a Osmany, která trvala až do roku 1552, kdy Sulejman rozhodl o útoku na Eger. Obléhání Egeru se však ukázalo jako neúspěšné a habsburské vítězství na čas zastavilo osmanskou expanzi v Uhrách. Udržení Egeru dalo Rakušanům naději, že Uhry jsou stále sporným územím, a osmanská kampaň v Uhrách se na čas zastavila až do svého obnovení v roce 1565.

## Obléhání
Po zprávě o blížící se osmanské armádě začal císař Maxmilián II. od svých poddaných vybírat daně známé jako Türkensteuer („turecká daň“), aby mohl sestavit armádu, která měla původně čítat 100 000 vojáků. Osmané však nezaháleli a zatímco Maxmilián čekal na příchod vojsk z různých koutů své říše, osmanská armáda 2. nebo 5. července 1566 oblehla město Gyula.
Sulejman Nádherný vyslal Perteva Mehmeda Pašu s 27 000–30 000 muži, aby dobyl pevnost. Její posádku tvořilo 2 000 maďarských, chorvatských a německých vojáků pod velením Lászlóa Kerecsényiho. Dne 1. nebo 2. září se posádka vzdala, když varatský sandžak-beg, Jahjalı Mehmed Bej, vedl závěrečný útok na pevnost po 59 až 63 dnech bojů. Jednalo se o nejdelší obléhání 16. století v Uhrách.
Mezitím byl Kerecsényi zajat a o rok později popraven.